# SD Vojvodina
El SD Vojvodina (en serbi: Sportsko društvo Vojvodina / Спортско друштво Војводина) és un club poliesportiu de la ciutat de Novi Sad a Sèrbia.
El club esportiu es va fundar el 1914 i actualment és un dels clubs esportius més grans del país, al costat de l'Estrella Roja de Belgrad i el Partizan de Belgrad, amb seccions esportives en 22 esports diferents.
El club és conegut pel seus equips de futbol, bàsquet, handbol, voleibol i waterpolo, però també té seccions en atletisme, tenis, lluita, judo, hoquei sobre gel, natació, rugbi o karate.